# Municipio de Washington (condado de Fayette)
El municipio de Washington (en inglés: Washington Township) es un municipio ubicado en el condado de Fayette en el estado estadounidense de Pensilvania. En el año 2000 tenía una población de 4.461 habitantes y una densidad poblacional de 180 personas por km².

## Geografía
El municipio de Washington se encuentra ubicado en las coordenadas 40°07′36″N 79°51′29″O / 40.12667, -79.85806.

## Demografía
Según la Oficina del Censo en 2000 los ingresos medios por hogar en la localidad eran de $29,697 y los ingresos medios por familia eran de $37,917. Los hombres tenían unos ingresos medios de $34,375 frente a los $22,250 para las mujeres. La renta per cápita de la localidad era de $15,629. Alrededor del 12,1% de la población estaba por debajo del umbral de pobreza.